# 朵朵
朵朵（?—?），元朝大臣，元惠宗时中书平章政事。
泰定元年（1324年），由江南行台御史中丞入朝担任中书省参知政事。泰定三年（1328年），拜为中书左丞。致和元年（1328年）七月，泰定帝去世，燕铁木儿等人在大都发动政变，迎立怀王图帖睦尔，将他逮捕下狱，流放到远州。天历二年（1329年），放归乡里。至顺三年（1332年），被元文宗重新起用。元惠宗至正初年，担任陕西行省平章政事。至正七年（1347年），担任中书省平章政事，后来担任陕西行台御史大夫。至正十六年（1356年），改任陕西行省左丞相，与豫王分兵镇压反元起兵，又奉命主持奉元路、延安路、巩昌等处团练安抚劝农使司。